# Siri Thorngren-Olin
Siri Thorngren-Olin, född 1892 i Linköping, död 1953, var en svensk journalist och översättare. Hon översatte från engelska och (i mindre utsträckning) från tyska, danska och norska. Bland översättningar av många idag glömda författare står tidiga översättningar av blivande klassiker av Virginia Woolf och F. Scott Fitzgerald ut.

## Biografi
Siri Thorngren-Olin var dotter till spannmålshandlaren Carl Otto Thorngren och hans hustru Hildegard, född Larsson. Hon gifte sig 1917 med ingenjören Nils Olin. Paret fick inga egna barn, men adopterade Stig Olin (född Högberg 1920), sedermera en känd skådespelare. Stig Olin beskriver i sina memoarer Trådrullen äktenskapet som olyckligt och makarna skildes 1938.

## Översättningar
- Virginia Woolf: Jacobs rum (Jacob's room) (Geber, 1927)
- F. Scott Fitzgerald: En man utan skrupler (The great Gatsby) (Wahlström & Widstrand, 1928=
- D. H. Lawrence: Kvinnan som red bort och andra berättelser (The woman who rode away and other stories) (Geber, 1930)
- Pearl Buck: Östanvind, västanvind: roman från brytningstidens Kina (East wind, West wind) (Bonnier, 1933)
- Alfred Edward Woodley Mason: Schackpjäserna spela själva (They would'nt be chessmen) (Geber, 1936)
- Eric Knight: Lassie på äventyr (Lassie come-home) (Geber, 1945)
- Kenneth Patchen: Vi ses i morgon bitti: en roman om kärlek och förtröstan (See you in the morning) (Geber, 1950)
- Agatha Christie: Trick med speglar (They do it with mirrors) (Bonnier, 1954)